# Hausleiten
Hausleiten è un comune austriaco di 3 715 abitanti nel distretto di Korneuburg, in Bassa Austria; ha lo status di comune mercato (Marktgemeinde). Nel 1971-1972 ha inglobato i comuni soppressi di Gaisruck, Goldgeben, Perzendorf, Pettendorf, Schmida, Seitzersdorf-Wolfpassing, Zaina e Zissersdorf.

## Geografia
Le comuni catastali sono Gaisruck, Goldgeben, Hausleiten, Perzendorf, Pettendorf, Schmida, Seitzersdorf-Wolfpassing, Trübenseer Auanteil, Zaina e Zissersdorf.